# Freue dich, erlöste Schar
Freue dich, erlöste Schar (BWV 30) is een religieuze cantate gecomponeerd door Johann Sebastian Bach.

## Programma
De canate is geschreven ter gelegenheid van het feest van de geboorte van Johannes de Doper (24 juni), in 1738 of 1739.  De teksten uit de cantate zijn afkomstig uit Jesaja 40, vers 1-5 en uit Lucas 1, vers 57-80 (over de geboorte van Johannes de Doper). Deze cantate behoort tot de vijfde en laatste cantatejaargang. Zie ook de cantatekalender.

## Tekst
Deel I voor de preek
1. Koor: Freue dich, erlöste Schar
2. Recitatief (bas): Wir haben Rast
3. Aria (bas): Gelobet sei Gott
4. Recitatief (alt): Der Herold kömmt
5. Aria (alt): Kommt, ihr angefochtnen Sünder
6. Koraal (koor): Eine Stimme läßt sich hören

Deel II na de preek
1. Recitatief (bas): So bist du denn
2. Aria (bas): Ich will nun lassen
3. Recitatief (sopraan): Und obwohl sonst der Unbestand
4. Aria (sopraan): Eilt, ihre Stunden, kommt herbei
5. Recitatief (tenor): Geduld, der angenehme Tag
6. Koraal (koor): Freue dich, geheilgte Schar

## Toelichting
De cantate is een parodie van de seculiere cantate Angenehmes Wiederau (BWV 30a), die Bach in 1737 had geschreven ter gelegenheid van het aantreden van Johann Christian von Hennicke als Heer van Wiederau. Het parodiëren (opnieuw gebruiken) van muziek was in de tijd van Bach volkomen normaal, omdat daardoor muziek die voor een speciale gelegenheid geschreven was, vaker gebruikt kon worden. Desalniettemin hebben latere critici hun vraagtekens bij deze parodie, omdat de nieuwe (geestelijke) tekst niet altijd aansluit bij de muziek, terwijl dit juist een kenmerk van Bach was.
De cantate bestaat uit twee delen, waarbij Deel I voor de preek en Deel II na de preek werd gespeeld. Deel I, dat eindigt met het koraal Eine Stimme läßt sich hören, gaat vooral over het handelen van God, in Deel II, dat begint met het recitatief So bist du denn, gaat het om de reactie op het handelen van God door de individuele gelovige.
De cantate is een van de latere werken die door Bach werd gecomponeerd. Dit is goed te horen aan de muziek, die wat 'moderner' is dan veel van Bachs andere cantates: Bach maakt meer gebruik van dansachtige ritmes en minder van de meer 'ouderwetse' polyfonie.